# Ivica Tucak

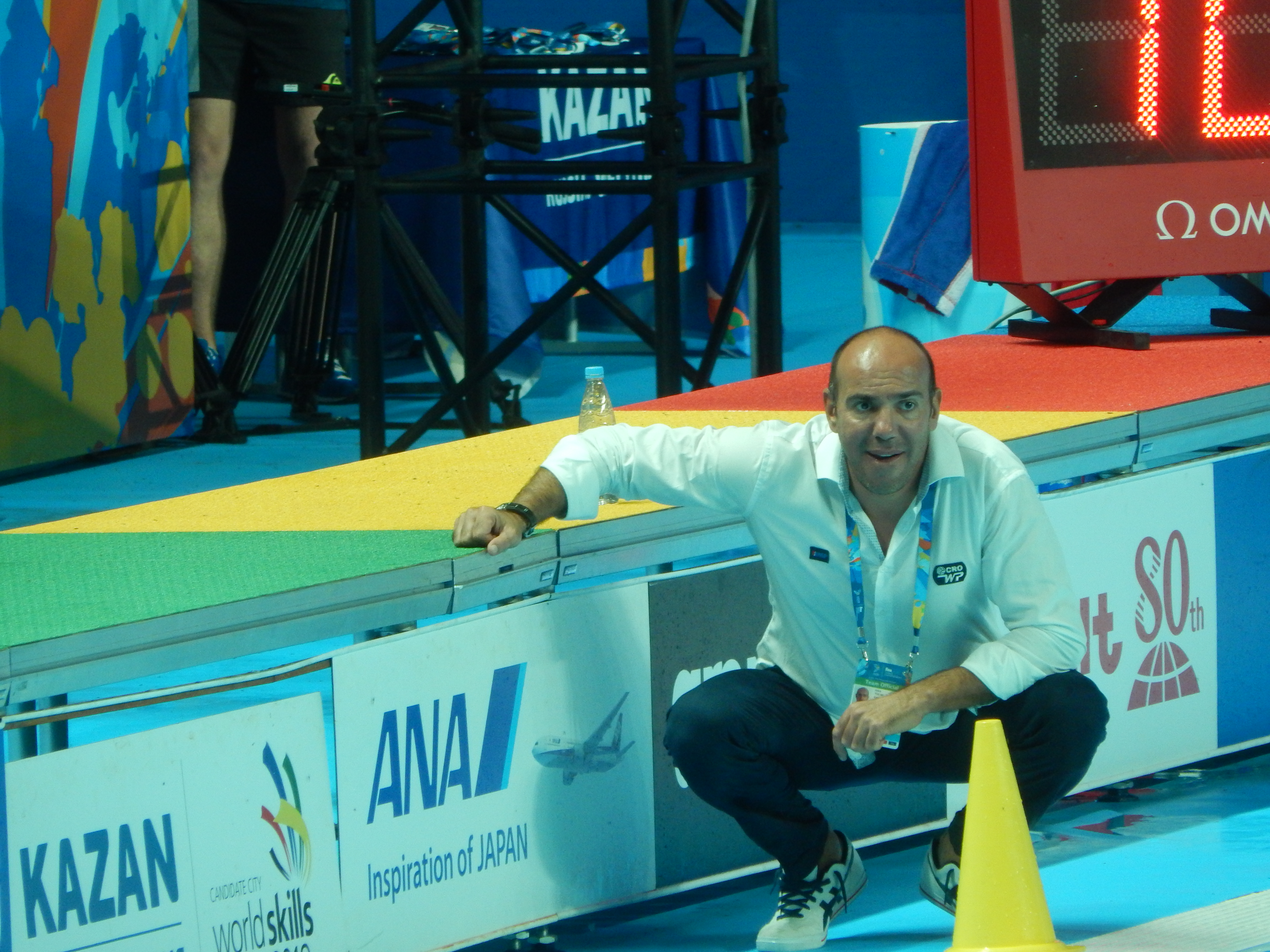
Ivica Tucak beim Weltmeisterschaftsfinale 2015

Ivica Tucak (* 8. Februar 1970 in Šibenik, Jugoslawien) ist ein kroatischer Wasserballtrainer.

## Karriere
Tucak spielte während seiner Aktivenzeit zunächst bei VK Šibenik und dann bei VK Roter Stern Belgrad. Später war er als Legionär in der Schweiz und in Italien aktiv. 2005 beendete er seine Karriere bei VK Šibenik. Danach war er als Trainer tätig. Nach den Olympischen Spielen 2012 wurde er als Nachfolger von Ratko Rudić Cheftrainer der kroatischen Nationalmannschaft.
Seither betreute er die Mannschaft dreimal bei Olympischen Spielen, wobei sie 2016 und 2024 die Silbermedaille gewann. Bei Weltmeisterschaften wurde seine Mannschaft 2013 Dritter, 2015 Zweiter und 2017 Weltmeister. Nach dem dritten Platz 2019 gewann die Mannschaft erst 2024 in Doha wieder eine Weltmeisterschaftsmedaille, sie wurde wie 2017 Weltmeister. 2022 wurde Tucaks Mannschaft Europameister. An den Mittelmeerspielen nahm Tucaks Team nur 2013 teil und erkämpfte die Goldmedaille.